# Jaime de Borbón (1870-1931)

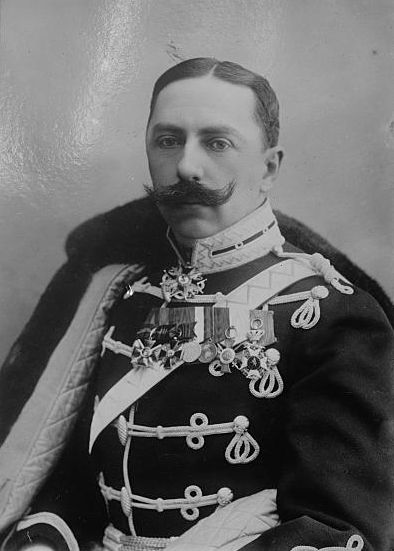
Jaime de Borbón (1870-1931)

Jaime Pío Juan Carlos Bienvenido Sansón Pelayo Hermenegildo Recaredo Álvaro Fernando Gonzalo Alfonso María de los Dolores Enrique Luis Roberto Francisco Ramiro José Joaquín Isidro Leandro Miguel Gabriel Rafael Pedro Benito Felipe de Borbón y Borbón-Parma (Vevey, 27 juni 1870 - Parijs, 2 oktober 1931), hertog van Madrid, hertog van Anjou, was van 1909 tot 1931 als Jacobus III de vijfde carlistische pretendent van de troon van Spanje en als Jacobus I legitimistisch pretendent van de troon van Frankrijk.
Don Jaime (Frans: Jacques) was de zoon van Don Carlos (VII) en Margaretha van Bourbon-Parma, een dochter van Karel III van Parma. Op 26-jarige leeftijd nam hij dienst bij de Russische huzaren. Hij maakte de acties tegen de Chinese Bokseropstand en de Russisch-Japanse Oorlog mee, maar verliet de Russische dienst na de dood van zijn vader in 1909.
Als pretendent nam hij van zijn vader de titel hertog van Madrid over en voerde hij bovendien de Franse titel hertog van Anjou, die zijn voorvader Filips V als Frans prins ook had gevoerd. Gedurende de Eerste Wereldoorlog werd hij geïnterneerd in Oostenrijk en had hij geen contact met de carlisten in Spanje. Na zijn vrijlating botste zijn Franse gezindheid met de Duitse sympathieën van de Spaanse carlistenleiders. De pro-Duitse factie werd echter uit de partij gezet.
Jaime liet zich als pretendent weinig gelden, maar had enkele opvallende ontmoetingen met leden van het rivaliserende Spaanse koningshuis. In 1920 ontmoette hij te Wenen infante Eulalia, een dochter van koningin Isabella II, met wier troonsbestijging de carlistische beweging was begonnen. Ze bleken een zekere sympathie voor elkaar te hebben en in het openhartige gesprek dat volgde, liet Jaime zich ontvallen dat het pretendentschap als een loodzware last op hem drukte. Na de ontmoeting, die pas decennia later door Eulalia's memoires in de openbaarheid kwam, besloten de twee om een schandaal te voorkomen elkaar nooit meer te ontmoeten.
In 1923 stichtte Jaime, als "Jaime III Koning van Spanje" in Parijse ballingschap de Orde van de Legitieme Verbanning voor de actieve carlisten.
Jaime ontmoette in 1931 in hun beider woonplaats Parijs de in datzelfde jaar in ballingschap gedreven ex-koning Alfons XIII en zijn gezin. De twee rivalen zouden hierbij pogingen tot verzoening hebben gedaan: Alfons zou Jaime als hoofd van het huis Bourbon hebben erkend en de kinderloze Jaime zou hebben erkend dat Alfons dit na het uitsterven van de Carlistische tak zou worden. Jaime stierf echter nog datzelfde jaar, voordat er een formele verzoening had plaatsgevonden. Hij werd als pretendent opgevolgd door Alfonso Carlos, de broer van zijn vader.

## Kwartierstaat
| Karel Maria Isidor van Bourbon (1788-1855) | Karel Maria Isidor van Bourbon (1788-1855) | Karel Maria Isidor van Bourbon (1788-1855) | Karel Maria Isidor van Bourbon (1788-1855) | Karel Maria Isidor van Bourbon (1788-1855)         | Karel Maria Isidor van Bourbon (1788-1855)         | Maria Francisca van Portugal (1800-1834)           | Maria Francisca van Portugal (1800-1834)           | Maria Francisca van Portugal (1800-1834)           | Maria Francisca van Portugal (1800-1834)           | Maria Francisca van Portugal (1800-1834)            | Maria Francisca van Portugal (1800-1834)            |                                                     |                                                     | Frans IV van Modena (1779-1846)                     | Frans IV van Modena (1779-1846)                     | Frans IV van Modena (1779-1846)               | Frans IV van Modena (1779-1846)               | Frans IV van Modena (1779-1846)               | Frans IV van Modena (1779-1846)               | Maria Beatrix van Savoye (1792-1840)          | Maria Beatrix van Savoye (1792-1840)          | Maria Beatrix van Savoye (1792-1840) | Maria Beatrix van Savoye (1792-1840) | Maria Beatrix van Savoye (1792-1840) | Maria Beatrix van Savoye (1792-1840) |                                |                                | Karel II van Bourbon-Parma (1799-1883) | Karel II van Bourbon-Parma (1799-1883) | Karel II van Bourbon-Parma (1799-1883) | Karel II van Bourbon-Parma (1799-1883) | Karel II van Bourbon-Parma (1799-1883)  | Karel II van Bourbon-Parma (1799-1883)  | Maria Theresia van Sardinië (1803-1879) | Maria Theresia van Sardinië (1803-1879) | Maria Theresia van Sardinië (1803-1879) | Maria Theresia van Sardinië (1803-1879) | Maria Theresia van Sardinië (1803-1879)  | Maria Theresia van Sardinië (1803-1879)  |                                          |                                          | Karel Ferdinand van Berry (1778−1820)    | Karel Ferdinand van Berry (1778−1820)    | Karel Ferdinand van Berry (1778−1820)  | Karel Ferdinand van Berry (1778−1820)  | Karel Ferdinand van Berry (1778−1820)  | Karel Ferdinand van Berry (1778−1820)  | Maria Carolina van Bourbon-Sicilië (1798−1870) | Maria Carolina van Bourbon-Sicilië (1798−1870) | Maria Carolina van Bourbon-Sicilië (1798−1870) | Maria Carolina van Bourbon-Sicilië (1798−1870) | Maria Carolina van Bourbon-Sicilië (1798−1870) | Maria Carolina van Bourbon-Sicilië (1798−1870) |  |  |  |  |  |  |  |  |  |  |  |  |  |  |  |  |  |  |  |  |  |  |  |  |  |  |  |  |  |  |  |  |  |  |  |  |  |  |  |  |  |  |  |  |  |  |  |  |
| Karel Maria Isidor van Bourbon (1788-1855) | Karel Maria Isidor van Bourbon (1788-1855) | Karel Maria Isidor van Bourbon (1788-1855) | Karel Maria Isidor van Bourbon (1788-1855) | Karel Maria Isidor van Bourbon (1788-1855)         | Karel Maria Isidor van Bourbon (1788-1855)         | Maria Francisca van Portugal (1800-1834)           | Maria Francisca van Portugal (1800-1834)           | Maria Francisca van Portugal (1800-1834)           | Maria Francisca van Portugal (1800-1834)           | Maria Francisca van Portugal (1800-1834)            | Maria Francisca van Portugal (1800-1834)            |                                                     |                                                     | Frans IV van Modena (1779-1846)                     | Frans IV van Modena (1779-1846)                     | Frans IV van Modena (1779-1846)               | Frans IV van Modena (1779-1846)               | Frans IV van Modena (1779-1846)               | Frans IV van Modena (1779-1846)               | Maria Beatrix van Savoye (1792-1840)          | Maria Beatrix van Savoye (1792-1840)          | Maria Beatrix van Savoye (1792-1840) | Maria Beatrix van Savoye (1792-1840) | Maria Beatrix van Savoye (1792-1840) | Maria Beatrix van Savoye (1792-1840) |                                |                                | Karel II van Bourbon-Parma (1799-1883) | Karel II van Bourbon-Parma (1799-1883) | Karel II van Bourbon-Parma (1799-1883) | Karel II van Bourbon-Parma (1799-1883) | Karel II van Bourbon-Parma (1799-1883)  | Karel II van Bourbon-Parma (1799-1883)  | Maria Theresia van Sardinië (1803-1879) | Maria Theresia van Sardinië (1803-1879) | Maria Theresia van Sardinië (1803-1879) | Maria Theresia van Sardinië (1803-1879) | Maria Theresia van Sardinië (1803-1879)  | Maria Theresia van Sardinië (1803-1879)  |                                          |                                          | Karel Ferdinand van Berry (1778−1820)    | Karel Ferdinand van Berry (1778−1820)    | Karel Ferdinand van Berry (1778−1820)  | Karel Ferdinand van Berry (1778−1820)  | Karel Ferdinand van Berry (1778−1820)  | Karel Ferdinand van Berry (1778−1820)  | Maria Carolina van Bourbon-Sicilië (1798−1870) | Maria Carolina van Bourbon-Sicilië (1798−1870) | Maria Carolina van Bourbon-Sicilië (1798−1870) | Maria Carolina van Bourbon-Sicilië (1798−1870) | Maria Carolina van Bourbon-Sicilië (1798−1870) | Maria Carolina van Bourbon-Sicilië (1798−1870) |  |  |  |  |  |  |  |  |  |  |  |  |  |  |  |  |  |  |  |  |  |  |  |  |  |  |  |  |  |  |  |  |  |  |  |  |  |  |  |  |  |  |  |  |  |  |  |  |
|                                            |                                            |                                            |                                            |                                                    |                                                    |                                                    |                                                    |                                                    |                                                    |                                                     |                                                     |                                                     |                                                     |                                                     |                                                     |                                               |                                               |                                               |                                               |                                               |                                               |                                      |                                      |                                      |                                      |                                |                                |                                        |                                        |                                        |                                        |                                         |                                         |                                         |                                         |                                         |                                         |                                          |                                          |                                          |                                          |                                          |                                          |                                        |                                        |                                        |                                        |                                                |                                                |                                                |                                                |                                                |                                                |  |  |  |  |  |  |  |  |  |  |  |  |  |  |  |  |  |  |  |  |  |  |  |  |  |  |  |  |  |  |  |  |  |  |  |  |  |  |  |  |  |  |  |  |  |  |  |  |
|                                            |                                            |                                            |                                            | Juan Carlos María Isidro van Bourbon\| (1822-1887) | Juan Carlos María Isidro van Bourbon\| (1822-1887) | Juan Carlos María Isidro van Bourbon\| (1822-1887) | Juan Carlos María Isidro van Bourbon\| (1822-1887) | Juan Carlos María Isidro van Bourbon\| (1822-1887) | Juan Carlos María Isidro van Bourbon\| (1822-1887) |                                                     |                                                     |                                                     |                                                     |                                                     |                                                     | Maria Beatrix van Oostenrijk-Este (1824-1906) | Maria Beatrix van Oostenrijk-Este (1824-1906) | Maria Beatrix van Oostenrijk-Este (1824-1906) | Maria Beatrix van Oostenrijk-Este (1824-1906) | Maria Beatrix van Oostenrijk-Este (1824-1906) | Maria Beatrix van Oostenrijk-Este (1824-1906) |                                      |                                      |                                      |                                      |                                |                                |                                        |                                        |                                        |                                        | Karel III van Bourbon-Parma (1823-1854) | Karel III van Bourbon-Parma (1823-1854) | Karel III van Bourbon-Parma (1823-1854) | Karel III van Bourbon-Parma (1823-1854) | Karel III van Bourbon-Parma (1823-1854) | Karel III van Bourbon-Parma (1823-1854) |                                          |                                          |                                          |                                          |                                          |                                          | Louise Maria van Frankrijk (1819-1864) | Louise Maria van Frankrijk (1819-1864) | Louise Maria van Frankrijk (1819-1864) | Louise Maria van Frankrijk (1819-1864) | Louise Maria van Frankrijk (1819-1864)         | Louise Maria van Frankrijk (1819-1864)         |                                                |                                                |                                                |                                                |  |  |  |  |  |  |  |  |  |  |  |  |  |  |  |  |  |  |  |  |  |  |  |  |  |  |  |  |  |  |  |  |  |  |  |  |  |  |  |  |  |  |  |  |  |  |  |  |
|                                            |                                            |                                            |                                            | Juan Carlos María Isidro van Bourbon\| (1822-1887) | Juan Carlos María Isidro van Bourbon\| (1822-1887) | Juan Carlos María Isidro van Bourbon\| (1822-1887) | Juan Carlos María Isidro van Bourbon\| (1822-1887) | Juan Carlos María Isidro van Bourbon\| (1822-1887) | Juan Carlos María Isidro van Bourbon\| (1822-1887) |                                                     |                                                     |                                                     |                                                     |                                                     |                                                     | Maria Beatrix van Oostenrijk-Este (1824-1906) | Maria Beatrix van Oostenrijk-Este (1824-1906) | Maria Beatrix van Oostenrijk-Este (1824-1906) | Maria Beatrix van Oostenrijk-Este (1824-1906) | Maria Beatrix van Oostenrijk-Este (1824-1906) | Maria Beatrix van Oostenrijk-Este (1824-1906) |                                      |                                      |                                      |                                      |                                |                                |                                        |                                        |                                        |                                        | Karel III van Bourbon-Parma (1823-1854) | Karel III van Bourbon-Parma (1823-1854) | Karel III van Bourbon-Parma (1823-1854) | Karel III van Bourbon-Parma (1823-1854) | Karel III van Bourbon-Parma (1823-1854) | Karel III van Bourbon-Parma (1823-1854) |                                          |                                          |                                          |                                          |                                          |                                          | Louise Maria van Frankrijk (1819-1864) | Louise Maria van Frankrijk (1819-1864) | Louise Maria van Frankrijk (1819-1864) | Louise Maria van Frankrijk (1819-1864) | Louise Maria van Frankrijk (1819-1864)         | Louise Maria van Frankrijk (1819-1864)         |                                                |                                                |                                                |                                                |  |  |  |  |  |  |  |  |  |  |  |  |  |  |  |  |  |  |  |  |  |  |  |  |  |  |  |  |  |  |  |  |  |  |  |  |  |  |  |  |  |  |  |  |  |  |  |  |
|                                            |                                            |                                            |                                            |                                                    |                                                    |                                                    |                                                    |                                                    |                                                    | Carlos María de los Dolores van Bourbon (1848-1909) | Carlos María de los Dolores van Bourbon (1848-1909) | Carlos María de los Dolores van Bourbon (1848-1909) | Carlos María de los Dolores van Bourbon (1848-1909) | Carlos María de los Dolores van Bourbon (1848-1909) | Carlos María de los Dolores van Bourbon (1848-1909) |                                               |                                               |                                               |                                               |                                               |                                               |                                      |                                      |                                      |                                      |                                |                                |                                        |                                        |                                        |                                        |                                         |                                         |                                         |                                         |                                         |                                         | Margaretha van Bourbon-Parma (1847-1893) | Margaretha van Bourbon-Parma (1847-1893) | Margaretha van Bourbon-Parma (1847-1893) | Margaretha van Bourbon-Parma (1847-1893) | Margaretha van Bourbon-Parma (1847-1893) | Margaretha van Bourbon-Parma (1847-1893) |                                        |                                        |                                        |                                        |                                                |                                                |                                                |                                                |                                                |                                                |  |  |  |  |  |  |  |  |  |  |  |  |  |  |  |  |  |  |  |  |  |  |  |  |  |  |  |  |  |  |  |  |  |  |  |  |  |  |  |  |  |  |  |  |  |  |  |  |
|                                            |                                            |                                            |                                            |                                                    |                                                    |                                                    |                                                    |                                                    |                                                    | Carlos María de los Dolores van Bourbon (1848-1909) | Carlos María de los Dolores van Bourbon (1848-1909) | Carlos María de los Dolores van Bourbon (1848-1909) | Carlos María de los Dolores van Bourbon (1848-1909) | Carlos María de los Dolores van Bourbon (1848-1909) | Carlos María de los Dolores van Bourbon (1848-1909) |                                               |                                               |                                               |                                               |                                               |                                               |                                      |                                      |                                      |                                      |                                |                                |                                        |                                        |                                        |                                        |                                         |                                         |                                         |                                         |                                         |                                         | Margaretha van Bourbon-Parma (1847-1893) | Margaretha van Bourbon-Parma (1847-1893) | Margaretha van Bourbon-Parma (1847-1893) | Margaretha van Bourbon-Parma (1847-1893) | Margaretha van Bourbon-Parma (1847-1893) | Margaretha van Bourbon-Parma (1847-1893) |                                        |                                        |                                        |                                        |                                                |                                                |                                                |                                                |                                                |                                                |  |  |  |  |  |  |  |  |  |  |  |  |  |  |  |  |  |  |  |  |  |  |  |  |  |  |  |  |  |  |  |  |  |  |  |  |  |  |  |  |  |  |  |  |  |  |  |  |
|                                            |                                            |                                            |                                            |                                                    |                                                    |                                                    |                                                    |                                                    |                                                    |                                                     |                                                     |                                                     |                                                     |                                                     |                                                     |                                               |                                               |                                               |                                               |                                               |                                               |                                      |                                      |                                      |                                      |                                |                                |                                        |                                        |                                        |                                        |                                         |                                         |                                         |                                         |                                         |                                         |                                          |                                          |                                          |                                          |                                          |                                          |                                        |                                        |                                        |                                        |                                                |                                                |                                                |                                                |                                                |                                                |  |  |  |  |  |  |  |  |  |  |  |  |  |  |  |  |  |  |  |  |  |  |  |  |  |  |  |  |  |  |  |  |  |  |  |  |  |  |  |  |  |  |  |  |  |  |  |  |
|                                            |                                            |                                            |                                            |                                                    |                                                    |                                                    |                                                    |                                                    |                                                    |                                                     |                                                     |                                                     |                                                     |                                                     |                                                     |                                               |                                               |                                               |                                               |                                               |                                               |                                      |                                      |                                      |                                      |                                |                                |                                        |                                        |                                        |                                        |                                         |                                         |                                         |                                         |                                         |                                         |                                          |                                          |                                          |                                          |                                          |                                          |                                        |                                        |                                        |                                        |                                                |                                                |                                                |                                                |                                                |                                                |  |  |  |  |  |  |  |  |  |  |  |  |  |  |  |  |  |  |  |  |  |  |  |  |  |  |  |  |  |  |  |  |  |  |  |  |  |  |  |  |  |  |  |  |  |  |  |  |
|                                            |                                            |                                            |                                            | Blanca van Bourbon (1868-1949)                     | Blanca van Bourbon (1868-1949)                     | Blanca van Bourbon (1868-1949)                     | Blanca van Bourbon (1868-1949)                     | Blanca van Bourbon (1868-1949)                     | Blanca van Bourbon (1868-1949)                     |                                                     |                                                     |                                                     |                                                     | Jaime van Bourbon (1870-1931)                       | Jaime van Bourbon (1870-1931)                       | Jaime van Bourbon (1870-1931)                 | Jaime van Bourbon (1870-1931)                 | Jaime van Bourbon (1870-1931)                 | Jaime van Bourbon (1870-1931)                 |                                               |                                               |                                      |                                      | Elvira van Bourbon (1871-1929)       | Elvira van Bourbon (1871-1929)       | Elvira van Bourbon (1871-1929) | Elvira van Bourbon (1871-1929) | Elvira van Bourbon (1871-1929)         | Elvira van Bourbon (1871-1929)         |                                        |                                        |                                         |                                         | Beatriz van Bourbon (1874-1961)         | Beatriz van Bourbon (1874-1961)         | Beatriz van Bourbon (1874-1961)         | Beatriz van Bourbon (1874-1961)         | Beatriz van Bourbon (1874-1961)          | Beatriz van Bourbon (1874-1961)          |                                          |                                          |                                          |                                          | Alicia van Bourbon] (1876-1975)        | Alicia van Bourbon] (1876-1975)        | Alicia van Bourbon] (1876-1975)        | Alicia van Bourbon] (1876-1975)        | Alicia van Bourbon] (1876-1975)                | Alicia van Bourbon] (1876-1975)                |                                                |                                                |                                                |                                                |  |  |  |  |  |  |  |  |  |  |  |  |  |  |  |  |  |  |  |  |  |  |  |  |  |  |  |  |  |  |  |  |  |  |  |  |  |  |  |  |  |  |  |  |  |  |  |  |